# Judith de Nantes
Judith de Nantes (morte le 27 février 1063), épouse d'Alain Canhiart, est comtesse titulaire de Nantes de 1051 à 1063.

## Origine et famille
Judith est la fille de Judicaël de Nantes, elle porte le nom de son arrière-grand-mère la « noble Judith » qui avait entretenu une relation extra-matrimoniale avec le futur duc de Bretagne Alain Barbetorte pendant son exil. Elle devient vraisemblablement vers 1025 l'épouse du comte de Cornouaille, Alain Canhiart. Judith qualifiée de nobilissima alors que son époux n'était que nobilis tient à préserver l'héritage moral de sa lignée et obtient que ses deux fils aînés soit nommés Hoël et Guerech (c'est-à-dire Waroch) comme les fils de Judith et de Barbetorte, une manière d'enraciner sa descendance dans le Vannetais d'Alain le Grand le dernier roi de Bretagne. Elle donne au comte au moins cinq enfants dont une fille Hodierne abbesse de Locmaria avant la mort de son père donc née vers 1027/1028 comme son frère Hoël. Guerech qui sera destiné à l'Église et sacré évêque en 1061 semble lui être né vers 1030. Le troisième fils porte le nom Budic représentatif de sa lignée paternelle comme d'ailleurs son cadet Benoit.
À deux reprises, au moins, Judith s'oppose à Onwen, l'épouse de son beau-frère l'évêque de Quimper Orscand car cette dernière avait refusé de se lever lors de l'entrée de la comtesse dans la cathédrale. Elle obtient en réparation de l'offense subie des biens du siège épiscopal et de l'abbaye de Locmaria où elle décide avec son mari d'installer une communauté religieuse féminine dont sa fille prendra plus tard la tête. Elle assiste enfin Alain Canhiart lors de la fondation de abbaye Sainte-Croix de Quimperlé à la fin de la décennie 1040. En 1050 elle accompagne son beau-frère l'évêque Orscand à Verceil où ce dernier participe à un concile réuni par le pape Léon IX qu'elle rencontre le 1er septembre ce qui lui vaut la dénomination de religiosissima.

## Héritière du comté de Nantes
À la mort du neveu de son épouse, le jeune Mathias Ier de Nantes, fils unique de Budic de Nantes, Alain Canhiart réussit à prendre en mains le comté nantais au nom de son fils aîné Hoël, malgré les prétentions du duc Conan II de Bretagne qui après avoir tenté de s'emparer de Nantes doit s'incliner en 1054.
Hoël, gouverne le comté de Nantes au nom de sa mère à partir de cette date. Il scelle tout d'abord sa réconciliation avec Conan II de Bretagne en épousant sa sœur Havoise avant 1058. Il impose son frère puîné Guérech comme évêque de Nantes en 1059 à la place d'Airard un clerc réformateur, abbé de Saint-Paul-hors-les-Murs qui avait été chassé par les nantais dès 1051.
Selon le Cartulaire de Quimperlé Judith meurt le 27 février 1063 et est inhumée dans l'abbaye Saint-Guénolé de Landévennec.